# I Liceum Ogólnokształcące im. Ziemi Kujawskiej we Włocławku
I Liceum Ogólnokształcące im. Ziemi Kujawskiej we Włocławku (również Liceum Ziemi Kujawskiej, LZK) –  szkoła ponadpodstawowa we Włocławku.

## Historia
Na początku 1900 roku Komitet Obywatelski, któremu przewodniczył Ludwik Bauer, wystąpił do Ministerstwa Finansów o utworzenie szkoły handlowej. 27 kwietnia 1900 roku Ministerstwo Finansów wyraziło zgodę na utworzenie Włocławskiej Siedmioklasowej Szkoły Handlowej. Założycielami szkoły było 104 mieszkańców miasta. Do szkoły przyjmowani byli uczniowie w wieku od 8 do 11 lat, którzy po rocznym kursie stawali się uczniami klasy pierwszej. Szkoła otrzymała uprawnienia przysługujące szkole państwowej, które zezwalały jej absolwentom na wstępowanie do wyższych szkół w Imperium Rosyjskim bez składania egzaminów wstępnych oraz ulgi w odbywaniu służby wojskowej.
Włocławska Szkoła Handlowa była szkołą prywatną utrzymującą się z opłat wpłacanych przez uczniów. Uroczyste otwarcie szkoły nastąpiło 4 listopada 1900 roku. Szkoła nie posiadała własnego budynku, dlatego też pierwsze zajęcia odbywały się w wynajętych pomieszczeniach przy ulicy Łęgskiej. Do administrowania szkołą powołano Radę Opiekuńczą, która w krótkim czasie zgromadziła niezbędne fundusze do postawienia budynku szkolnego. W 1901 roku Rada Opiekuńcza nabyła plac na ówczesnym przedmieściu Włocławka przy ulicy Gęsiej. Budowę rozpoczęto w lipcu 1901 roku, a zakończono w sierpniu 1902. Autorem projektu według, którego wybudowano gmach szkolny był inżynier Antoni Olszakowski. Oddany do użytku w 1902 roku gmach szkolny, do dziś stanowi siedzibę naszej szkoły, z której wyszło kilkadziesiąt pokoleń włocławskiej młodzieży.
Żywot Włocławskiej Szkoły Handlowej w jej rosyjskim modelu okazał się krótki. Kres jej działaniom położyła rewolucja 1905 roku, a zwłaszcza strajk młodzieży szkolnej, domagającej się prowadzenia nauczania w języku polskim. Wraz z uzyskaniem przez szkołę zgody na wprowadzenie języka polskiego utracono prawa szkoły państwowej. W 1907 roku szkołę opuścili pierwsi maturzyści, którzy otrzymali świadectwa w języku polskim. W 1911 roku ówczesny dyrektor Włocławskiej Szkoły Handlowej uzyskał zgodę rządów Austrii i Szwajcarii, aby absolwenci szkoły byli przyjmowani na studia wyższe bez egzaminów. Wybuch pierwszej wojny światowej i zajęcie Włocławka przez wojska niemieckie nie zakłóciły w większym stopniu działalności szkoły. Rada Opiekuńcza wystąpiła do niemieckich władz okupacyjnych o przekształcenie szkoły w ośmioklasowe Gimnazjum Realne.

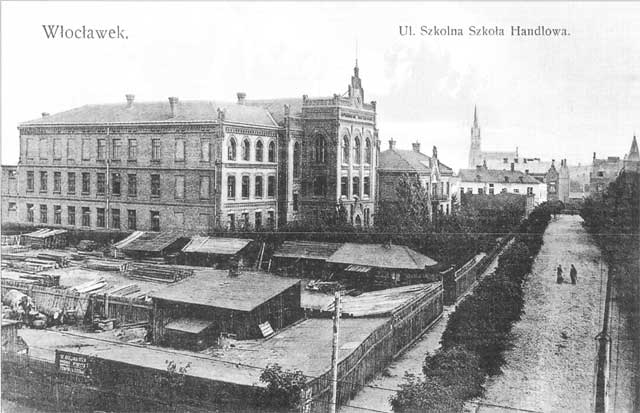
Gmach szkoły na fotografii B. Sztejnera sprzed 1913 roku.

Rok szkolny 1916/1917 rozpoczęto pod szyldem Gimnazjum Realnego. W 1919 roku Rada Opiekuńcza wystąpiła do Ministerstwa Wyznań Religijnych i Oświecenia Publicznego o upaństwowienie Gimnazjum. W 1919 szkole nadano nazwę Gimnazjum Państwowe we Włocławku. Trzy lata później szkoła otrzymała kolejną nazwę Państwowe Gimnazjum Ziemi Kujawskiej. Do września 1939 roku szkoła przeszła kolejną reorganizację. Wprowadzono czteroklasowe gimnazjum i dwuklasowe liceum. W 1932 roku szkoła zmieniła nazwę na Państwowe Gimnazjum i Liceum Ziemi Kujawskiej.
W Rankingu Szkół 2011 miesięcznika „Perspektywy” i dziennika „Rzeczpospolita” szkołę sklasyfikowano na 90. miejscu w Polsce, na 7. miejscu w województwie kujawsko-pomorskim i 1. miejscu we Włocławku. Należy do Stowarzyszenia Szkół Aktywnych.
W 2014 roku szkoła zmieniła nazwę na I Liceum Ogólnokształcące im. Ziemi Kujawskiej i Gimnazjum Dwujęzyczne.
Rok szkolny 2016/2018 Liceum Ziemi Kujawskiej rozpoczęło w budynku tymczasowym przy ul. Leśnej. Gmach przy Mickiewicza 6 poddany został wówczas gruntownemu remontowi, który udało się zrealizować przed końcem roku szkolnego. Rok szkolny 2017/2018 LZK rozpoczęło już „u siebie”, w wyremontowanym zabytkowym budynku projektu inż. Olszakowskiego.
W Rankingu Szkół 2018 miesięcznika „Perspektywy” szkołę sklasyfikowano na 135. miejscu w Polsce, na 4. miejscu w województwie kujawsko-pomorskim i 1. miejscu we Włocławku.

## Dyrektorzy
- Bobarykin Michaił 1900–1905
- Nowca Władysław 1905–1906
- Wejs Aleksander 1906–1909
- Szczepański Józef 1909–1916
- Biernacki Wacław 1916–1919
- Wencel Ludwik 1919–1930
- Mętlewicz Kazimierz 1930–1931
- Chmura Józef 1931 – V 1939
- Matraś Józef V 1939 – 1 IX 1939
- Niwiński Wiktor 8 II – 15 II 1945

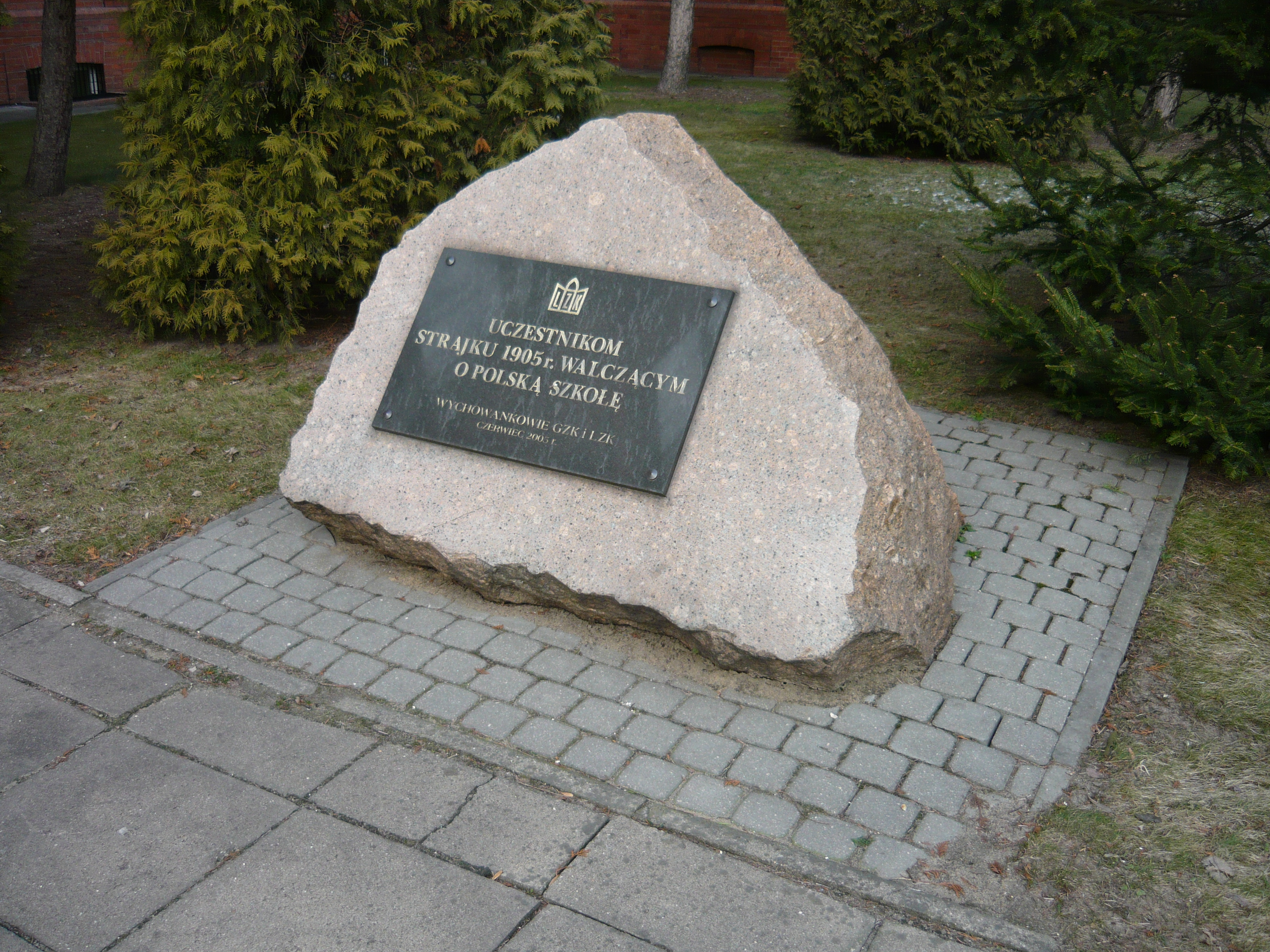
Pomnik upamiętniający wydarzenia z 1905 roku (przy wejściu głównym do LZK).

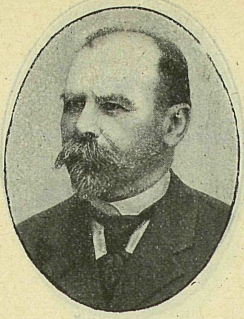
Władysław Nowca, pierwszy polski dyrektor szkoły

- Sobczak Stanisław 16 III 1945–1950
- Krysiak Tadeusz 1950–1972
- Szczerbiak Jan 1972–1975
- Urbańska Edyta 1975–1978
- Kieloch Tadeusz 1978–1992
- Trawińska Jadwiga 1992–1998
- Podłucka Irena 1998–2018
- Małgorzata Bisaga od 2018

## Nauczyciele
- Ewelina Szyszko

## Absolwenci
- Matylda Baczyńska
- Przemysław Barthel de Weydenthal

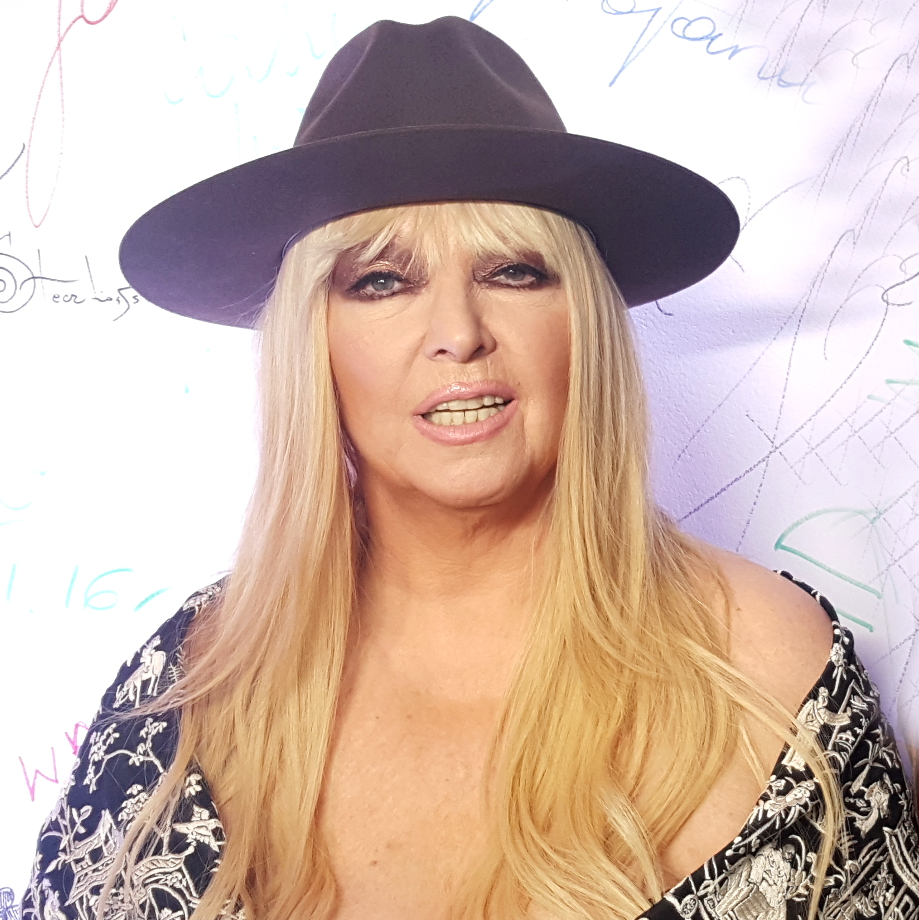
W gronie absolwentów szkoły znajduje się m.in. piosenkarka Maryla Rodowicz

- Joanna Borowiak, polityk, poseł na Sejm
- Michał Jaros
- Jerzy Kropiwnicki, ekonomista i polityk, poseł na Sejm
- Andrzej Nejman, aktor
- Stanisław Ossowski
- Zbigniew Paradowski, wioślarz, olimpijczyk z Melbourne
- Maryla Rodowicz, wokalistka
- Włodzimierz Szeliski, major Wojska Polskiego
- Dariusz Szpoper
- Andrzej Tretyn, nauczyciel akademicki
- Danuta Waniek, polityk, poseł na Sejm, urzędnik państwowa

## Profile

### Profile na rok szkolny 2017/2018
| Klasa | Profil                                                      | Zajęcia rozszerzone                               | Przedmiot uzupełniający 1 | Przedmiot uzupełniający 2           | Język obcy 1 | Język obcy 2                                  |
| ----- | ----------------------------------------------------------- | ------------------------------------------------- | ------------------------- | ----------------------------------- | ------------ | --------------------------------------------- |
| AB    | matematyczno-fizyczny z informatyką lub językiem angielskim | matematyka fizyka informatyka lub język angielski | historia i społeczeństwo  | ekonomia w praktyce                 | angielski    | niemiecki, francuski, rosyjski lub hiszpański |
| C     | biologiczno-chemiczny                                       | biologia chemia                                   | historia i społeczeństwo  | statystyka w naukach przyrodniczych | angielski    | niemiecki, francuski, rosyjski lub hiszpański |
| D     | przyrodniczo-politechniczny                                 | biologia chemia matematyka                        | historia i społeczeństwo  | statystyka w naukach przyrodniczych | angielski    | niemiecki, francuski, rosyjski lub hiszpański |
| E     | społeczno-prawny z językiem angielskim                      | język polski historia język angielski             | przyroda                  | –                                   | angielski    | niemiecki, francuski, rosyjski lub hiszpański |
| F     | społeczno-prawny                                            | geografia historia WOS                            | retoryka dla prawników    | –                                   | angielski    | niemiecki, francuski, rosyjski lub hiszpański |

### Wcześniejsze kierunki kształcenia

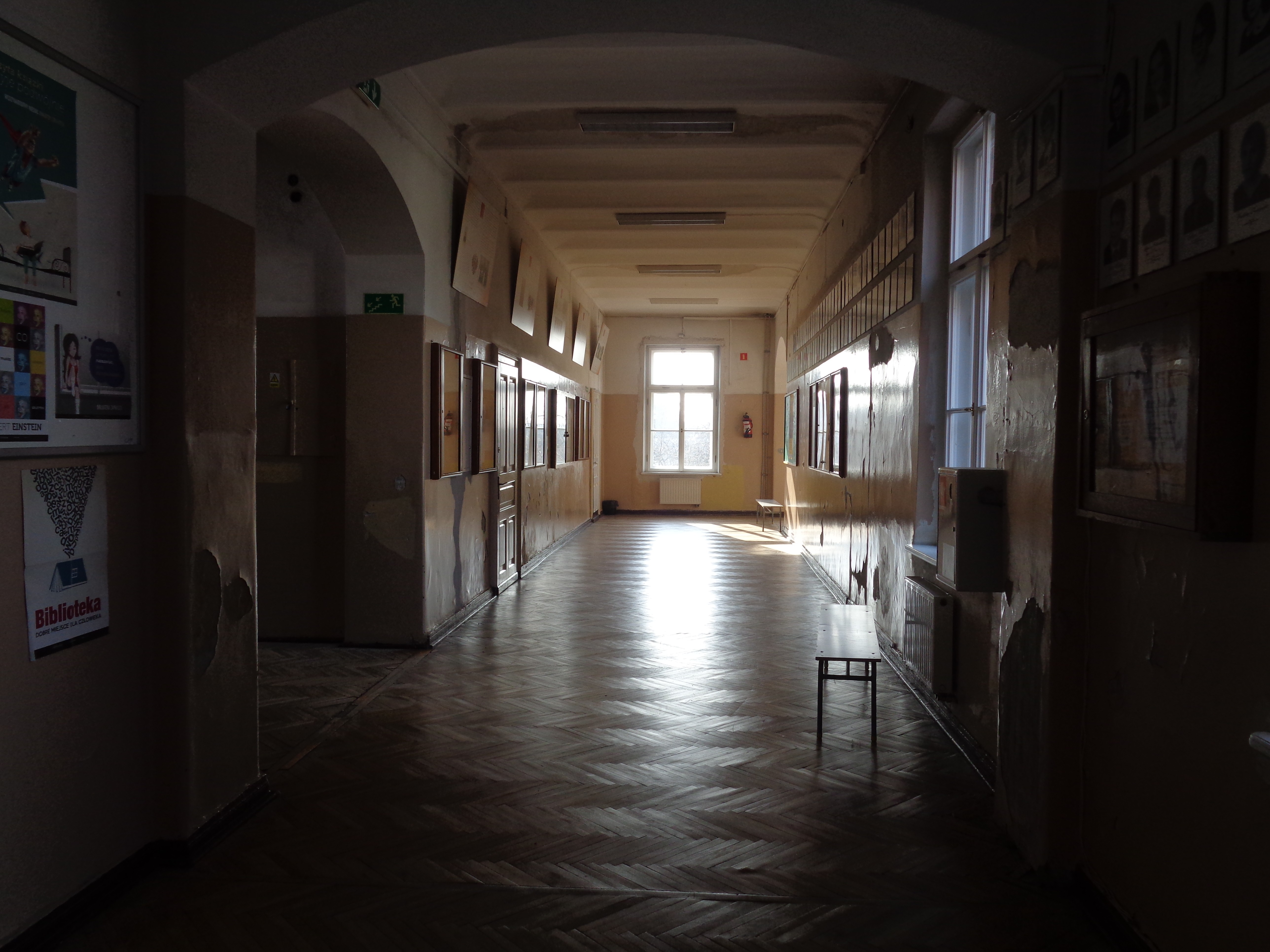
Wnętrze szkoły

Na rok szkolny 2016/2017 do LZK planowano przyjmować do następujących klas:
- Klasa A i B – nachylenie matematyczno-fizyczne (przedmiotami nauczanymi w zakresie rozszerzonym mogą być: matematyka i fizyka; przedmioty uzupełniające to historia i społeczeństwo i ekonomia w praktyce)
- Klasa C i D – nachylenie biologiczno-chemiczne (przedmiotami nauczanymi w zakresie rozszerzonym mogą być: biologia i chemia; przedmioty uzupełniające to historia i społeczeństwo i statystyka w naukach przyrodnicznych)
- Klasa E – nachylenie polonistyczno-biologiczne (przedmiotami nauczanymi w zakresie rozszerzonym mogą być: język polski, biologia, język angielski; przedmiot uzupełniający to historia i społeczeństwo)
- Klasa F – nachylenie społeczno-prawne (przedmiotami nauczanymi w zakresie rozszerzonym mogą być: historia, wiedza o społeczeństwie, geografia; przedmiot uzupełniający to przyroda)

Na rok szkolny 2012/2013 do LZK planowano przyjmować do następujących klas:
- Klasa A – nachylenie politechniczno-ekonomiczne (przedmiotami nauczanymi w zakresie rozszerzonym mogą być: matematyka, fizyka, informatyka, geografia, język angielski)
- Klasa B – nachylenie politechniczno-ekonomiczne (przedmiotami nauczanymi w zakresie rozszerzonym mogą być: matematyka, fizyka, informatyka, geografia, język angielski)
- Klasa C – nachylenie medyczno-przyrodnicze (przedmiotami nauczanymi w zakresie rozszerzonym mogą być: biologia, chemia, fizyka, matematyka, język angielski)
- Klasa D – nachylenie medyczno-przyrodnicze (przedmiotami nauczanymi w zakresie rozszerzonym mogą być: biologia, chemia, fizyka, matematyka, język angielski)
- Klasa E – nachylenie humanistyczne (przedmiotami nauczanymi w zakresie rozszerzonym mogą być: język polski, historia, wiedza o społeczeństwie, język angielski, język łaciński i kultura antyczna, filozofia, historia sztuki)
- Klasa F – nachylenie społeczno-prawnicze (przedmiotami nauczanymi w zakresie rozszerzonym mogą być: historia, wiedza o społeczeństwie, geografia, matematyka, język angielski)

Na rok szkolny 2011/2012 do LZK przyjmowano do następujących klas:
- Klasa A – nachylenie matematyczno-fizyczne z fakultatywną informatyką (przedmioty nauczane w zakresie rozszerzonym: matematyka, fizyka)
- Klasa B – nachylenie matematyczno-fizyczne z fakultatywną informatyką (przedmioty nauczane w zakresie rozszerzonym: matematyka, fizyka)
- Klasa C – nachylenie biologiczno-chemiczne (przedmioty nauczane w zakresie rozszerzonym: biologia, chemia, fizyka)
- Klasa D – nachylenie biologiczno-chemiczne (przedmioty nauczane w zakresie rozszerzonym: biologia, chemia, fizyka)
- Klasa E – nachylenie aktywności twórczej (przedmioty nauczane w zakresie rozszerzonym: język polski, historia)
- Klasa F – nachylenie społeczno-prawnicze (przedmioty nauczane w zakresie rozszerzonym: historia, wiedza o społeczeństwie, geografia)

Na rok szkolny 2010/2011 do LZK przyjmowano do następujących klas:
- Klasa A – nachylenie matematyczno-fizyczne z fakultatywną informatyką (przedmioty nauczane w zakresie rozszerzonym: matematyka, fizyka)
- Klasa B – nachylenie matematyczno-fizyczne z fakultatywną informatyką (przedmioty nauczane w zakresie rozszerzonym: matematyka, fizyka)
- Klasa C – nachylenie biologiczno-chemiczne (przedmioty nauczane w zakresie rozszerzonym: biologia, chemia, fizyka)
- Klasa D – nachylenie biologiczno-chemiczne (przedmioty nauczane w zakresie rozszerzonym: biologia, chemia, fizyka)
- Klasa E – nachylenie humanistyczne (przedmioty nauczane w zakresie rozszerzonym: język polski, historia)
- Klasa F – nachylenie społeczno-prawnicze (przedmioty nauczane w zakresie rozszerzonym: historia, wiedza o społeczeństwie, geografia)